# Lee Yang-hee
Lee Yang-hee (* 24. Juli 1956 in Seoul, Südkorea) ist eine südkoreanische Entwicklungspsychologin und Hochschullehrerin. Sie war Sonderberichterstatter der Vereinten Nationen zur Lage der Menschenrechte in Myanmar. Sie ist emeritierte Professorin der Abteilung für Kinderpsychologie und Pädagogik an der Sungkyunkwan-Universität und Gründerin des International Child Rights Center.

## Leben und Werk
Lee studierte an der Georgetown University, wo sie ihren Bachelor-Abschluss erwarb. An der University of Missouri erhielt sie den Master of Education und promovierte dort. Sie spezialisierte sich auf Kinderpsychologie und war praktizierende Entwicklungspsychologin in Südkorea. An der Sungkyunkwan-Universität in Seoul war sie als Psychologieprofessorin tätig.
Lee war von 2003 bis 2011 Mitglied und ab 2007 Vorsitzende des UN-Ausschusses für die Rechte des Kindes und von 2010 bis 2011 Vorsitzende des Treffens der Vorsitzenden der Menschenrechtsvertragsgremien. 2011 gründete Lee das International Child Rights Center, eine gemeinnützige Organisation mit der Mission die Menschenrechte von Kindern zu fördern und zu schützen.

## Sonderberichterstatterin für die Menschenrechtslage in Myanmar
2014 wurde Lee vom UN-Menschenrechtsrat zur UN-Sonderberichterstatter für Myanmar ernannt. Sie hatte das Mandat von 2014 bis 2020 und war unabhängig von jeglicher Regierung oder Organisation und fungierte in ihrer individuellen Funktion. Während dieser Zeit beobachtete sie die Parlamentswahlen 2015 und überwachte die Situation während der ersten Regierungsperiode der National League for Democracy. Sie berichtete über die tödlichen Offensiven des Militärs gegen die ethnischen und religiösen Minderheiten Myanmars, einschließlich der Taten an den Rohingya in den Jahren 2016 und 2017. In ihrem Abschlussbericht im Jahr 2020 warnte sie, dass der hart umkämpfte demokratische Raum in Myanmar bedroht sei, und rief dazu auf einen nationalen Dialog zu führen.
Während ihrer Amtszeit war sie eine der wenigen Persönlichkeiten des öffentlichen Lebens weltweit, die sich für das Streben der Rohingya nach Würde, Gerechtigkeit und einer geschützten Rückkehr in ihr Heimatland einsetzte.
Der wichtigste Beitrag von Lee für die unterdrückten Gemeinschaften Burmas war es, den Grundstein für globale Gerechtigkeit sowohl für Rohingyas als auch für andere Opfer im Rahmen des Rechenschaftssystems der Vereinten Nationen zu legen, insbesondere angesichts der Tatsache, dass das Land über keine innerstaatliche Justiz- und Rechenschaftsmechanismen verfügt, die die Verbrechen gegen die Menschlichkeit und Völkermord anerkennen und verarbeiten können. Ihre anhaltende Forderung nach einer unabhängigen Untersuchung der Staatsverbrechen Burmas gegen die Rohingya führte zur Einrichtung der Unabhängigen Internationalen Ermittlungsmission zu Myanmar (FFMM) durch die Vereinten Nationen, der die Gründung des Unabhängigen Untersuchungsmechanismus für Myanmar (IIMM) vom Menschenrechtsrat im September 2018 folgte. Das IIMM nahm am 30. August 2019 seine Arbeit auf mit dem Auftrag, Beweise für die schwersten internationalen Verbrechen und Verstöße gegen das Völkerrecht zu sammeln und Akten für die Strafverfolgung vorzubereiten.

## Gründung eines Sonderbeirats für Myanmar
Lee gründete 2021 nach dem Staatsstreich in Myanmar im März 2021 zusammen mit Marzuki Darusman und Chris Sidoti den Sonderbeirat für Myanmar (SAC-M). Der SACM wurde gegründet, um der Zivilgesellschaft, Menschenrechtsverteidigern und Aktivisten in Myanmar eine internationale Plattform zu bieten und sicherzustellen, dass ihre Stimmen in Myanmar nach dem Putsch vom 1. Februar von wichtigen Entscheidungsträgern gehört werden.
Lee hat zahlreiche Artikel und Bücher zu Menschenrechten und Kinderrechten veröffentlicht.

## Auszeichnungen (Auswahl)
- 2009: Human Rights Award of Korea[11]